# 海韻 (歌曲)
《海韻》是由莊奴作詞（根據徐志摩同名的詩改編），古月（左宏元）作曲的華語歌曲，鄧麗君原唱，首版于1974年發行。此曲為1974年李行導演指導的同名電影《海韻》主題曲，歌詞取材自徐志摩的同名詩。

## 收錄專輯
《海韻》發行於1974年，由台灣歌手鄧麗君主唱，收錄于其個人專輯《海韻/記得你記得我》中，由香港麗風唱片發行。1977年鄧麗君轉到香港寶麗金唱片之後，重新錄製了這首歌，收錄於其個人專輯《Greatest Hits》中。

## 歌曲簡介
《海韻》是1974年同名電影的主題曲，由左宏元和莊奴二人為鄧麗君量身製作。電影原聲帶唱片中收錄的是林家慶編曲的版本，而電影中使用的是編曲更為簡單的特別版本，這個版本直到2015年才被發行。這部電影中的其他幾首插曲由鄧麗君和萬沙浪分別完成。1977年鄧麗君的《Greatest Hits》專輯中重錄了一批她早年間的國語名曲，其中就包括了這首歌，隨後她還錄製了這首歌的印尼語版本，名為《Mila》。

## 影視主題曲
中國2004年電視劇《海的誓言》收錄此曲為片頭曲。